# Móricföld község
Móricföld község (románul: Comuna Măureni) község Krassó-Szörény megyében, Romániában. Központja Móricföld, hozzá tartozik Sósd.

## Népessége
A 2011-es népszámlálás adatai alapján a község népessége 2646 fő volt.